# Ninnouwi
Le ninnouwi ou ninnou est une sauce gluante originaire du Bénin à base de corète potagère. Aussi appelé crincrin en côte d'ivoire, adémè au Togo. le ninnou est une sauce qui est consommée un peu partout dans le pays. La sauce ninnou est accompagnée avec du telibɔ̌ wɔ̌, wɔ̌koli, du wɔ̌ ou de l'igname pilé. Le ninnouwi au-delà d'être une sauce, est également consommé comme une tisane,

## Préparation

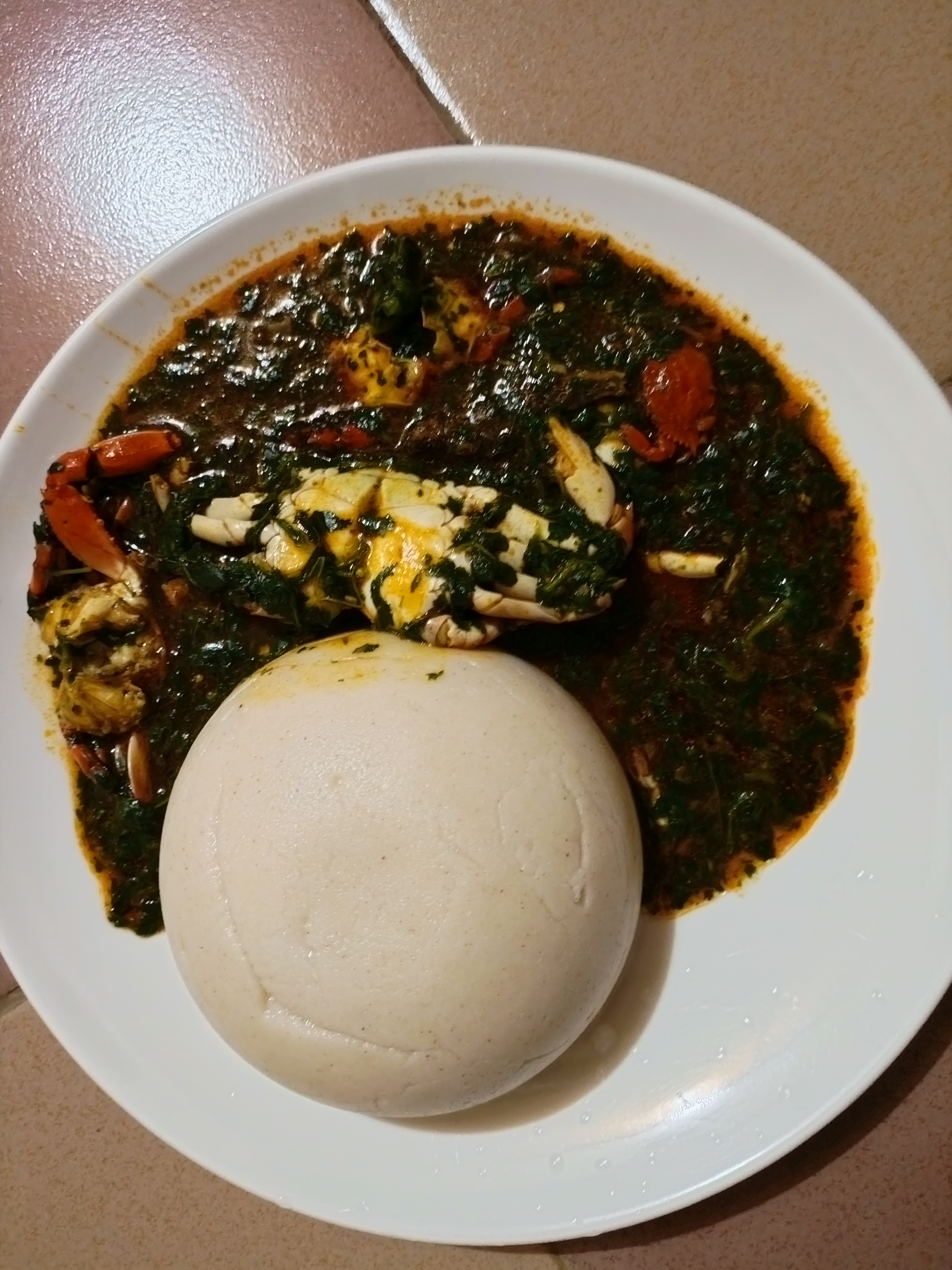
Ninnouwi avec crabe accompagné de pâte de maïs.

Les ingrédients suivants sont nécessaires pour préparer la sauce ninnouwi:
Des feuilles de crincrin que l'on met dans une petite quantité d'eau chaude et qu'on laisse mijoter pendant environ cinq minutes. Pour une cuisson plus rapide, on peut mettre dans l'eau une pincée de bicarbonate. Ensuite, on y ajoute du poisson séché ou du afintin. Après, on y ajoute du sel. Puis, à la fin de la cuisson, on ajoute de l'huile rouge. Le ninnou est prêt à être consommé,,,.